# Aron (Hășdate)
De Aron is een zijrivier van de Hășdate in Roemenië. Het ligt bij de provincie Cluj.